# نیکولاس گارگانو
نیکولاس گارگانو (انگلیسی: Nicky Gargano; ۱ نوامبر ۱۹۳۴ – ۲۸ مارس ۲۰۱۶) ورزشکار بوکس اهل بریتانیا بود.
وی در مسابقات کشوری و بین‌المللی در مجموع برندهٔ ۱ مدال طلا، ۱ مدال برنز شده‌است.